# Дом за нежни души
„Дом за нежни души“ е български игрален филм (драма) от 1981 година на режисьора Евгений Михайлов, по сценарий на Боян Папазов. Оператор е Ели Михайлова. Музиката във филма е композирана от Божидар Петков.

## Сюжет
„Вера Младенова е млада актриса в провинциален театър. Тя мобилизира цялата си енергия, за да изплува над битовите несгоди, да съхрани своята чувствителност, заплашена от хладната прагматичност и душевната грубост наоколо, да не се поддаде на инерцията…
Но да живееш достойно още не е достатъчно. Трябва и да вярваш в смисъла на това, което правиш, както нестинарите вярват, стъпвайки по огъня…“ /БНФ - Енциклопедия „Българско кино“, „Титра“, София, 2000/ .

## Състав

### Актьорски състав
| Изпълнител                                           | Роля                               |
| ---------------------------------------------------- | ---------------------------------- |
| Пламена Гетова                                       | актрисата Вера Младенова – Верчето |
| Цветана Денкова                                      | Цвета                              |
| Кирякос Аргиропулос                                  | Режисьорът Петко                   |
| Николай Сотиров                                      | Иво                                |
| Николай Величков                                     | Генчо                              |
| Камелия Вучева                                       | Лили                               |
| Георги Енчев                                         | Жоро Мекият                        |
| Въто Вълков                                          | Вато                               |
| Владимир Николов (не е посочен в надписите на филма) | Кольо Додов                        |
| Николай Начков                                       |                                    |
| Марин Младенов                                       | Стойчо, архитект                   |
| Груди Кадиев                                         | Бащата                             |
| Дора Маркова                                         | Майката                            |
| Антония Драгова                                      |                                    |
| Иван Златарев                                        | Другаря Милушев                    |
| Станчо Станчев                                       |                                    |
| Моше Дворецки                                        |                                    |
| Антония Ташева                                       |                                    |
| Кети Симова                                          | Жената с количката                 |
| Веска Савчева                                        |                                    |
| Тильо Тилев                                          |                                    |
| Владимир Фичеров                                     |                                    |
| Тодор Благоев                                        |                                    |
| Димитър Гологанов                                    |                                    |
| Роза Владимирова                                     |                                    |
| Данаил Данаилов                                      |                                    |
| Венцислав Иванов                                     |                                    |

### Творчески и технически екип
| Режисьор            | Евгений Михайлов                                                                                           |
| Сценарий            | Боян Папазов                                                                                               |
| Оператор            | Ели Михайлова                                                                                              |
| Художник и Костюми  | Вячеслав Парапанов                                                                                         |
| Грим                | Кети Симова                                                                                                |
| Музика              | Божидар Петков                                                                                             |
| Звук                | Стефка Сивриева                                                                                            |
| Монтаж              | Веска Савчева                                                                                              |
| Редактор            | Владимир Ганев                                                                                             |
| Директор            | Здравко Ватев                                                                                              |
| Втори режисьор      | Димитър Георгиев                                                                                           |
| Втори оператор      | Венцислав Иванов                                                                                           |
| Асистент-режисьори  | Николай Овчаров Светла Ковачева Елена Александрова                                                         |
| Асистент-оператори  | Лалчо Динев Любомир Рангелов Жеко Манев                                                                    |
| Асистент монтажисти | Евгения Тасева Мария Михайлова                                                                             |
| Тонтехник           | Иван Гюреджеклиев                                                                                          |
| Фотограф            | Красимир Арабаджиев                                                                                        |
| Реквизит            | Богомил Петров                                                                                             |
| Гардероб            | Татяна Стоева                                                                                              |
| Фарт                | Александър Павлов                                                                                          |
| Осветление          | Валентин Симов Владимир Фичеров Тодор Костов Тодор Богоев Александър Фотев Коста Тодоров Иван Зашев        |
| Организатори        | Димитър Гологанов Валентин Вълков Събка Антонова                                                           |
| Distributed by      | Българска кинематография Студия за игрални филми „БОЯНА“ Експериментална филмова студия /Copyright © 1980/ |

## Награди
- Награда за женска роля на Пламена Гетова от Съюза на българските филмови дейци /1981/;
- Награда за женска роля на Пламена Гетова от Фестивала на българския игрален филм във (Варна /1982/);
- Специалната награда и награда Янтар за женска роля на Пламена Гетова от филмовия фестивал в (Кошалин, Полша /1982/)